# Най-старото столично дерби
Най-старото столично дерби е най-старото футболно дерби на София и България и е между отборите на Левски и Славия. В първата среща на 1 април 1915 г. Славия побеждава с 1:0. Най-голямата победа за Левски е 5:0 на 28 октомври 2005 г., а за Славия – 4:1 на 26 октомври 1958 г. Балансът на ниво А група е 73 победи за Левски, 46 равенства и 25 победи за Славия, при голова разлика 249 на 139 в полза на Левски. 